# João Saldanha
Pour les articles homonymes, voir Saldanha (homonymie).
João Alves Jobin Saldanha, né le 3 juillet 1917 à Alegrete (Brésil), décédé le 12 juillet 1990 à Rome (Italie), était un journaliste et un entraîneur de football brésilien.

## Biographie
Après une carrière de joueur à Botafogo, il devient journaliste sportif de presse ecrite puis à la télévision et à la radio.
En 1957, il devient entraîneur de Botafogo, un club avec lequel il remporte le Championnat Carioca.
En 1969, il est choisi pour diriger l'Équipe nationale brésilienne, double championne du monde. Le Brésil se qualifie brillamment pour la coupe du monde 1970 mais Saldanha, qui refuse de se laisser imposer ses choix par les militaires au pouvoir, est remplacé avant le début du Mondial au Mexique par Mário Zagallo.
Il reprend alors son métier de journaliste sportif. Il meurt à Rome en 1990 alors qu'il couvrait la Coupe du monde 1990.